# Phare Folegandros
Le phare Folegandros, également appelé Phare Aspropunta ou Phare Nisos Folegandros est situé au sud-ouest de l'île Folégandros en Grèce. Il est achevé en 1919.

## Caractéristiques
Le phare est une tour cylindrique blanche, accolée à la maison du gardien, dont le dôme est de couleur verte. Il s'élève à 70 mètres au-dessus de la mer Égée.

## Codes internationaux
- ARLHS[3] : GRE-044
- NGA : 15932
- Admiralty[4] : E4256

## Source
(en) [PDF] List of lights radio aids and fog signals - 2011 - The west coasts of Europe and Africa, the mediterranean sea, black sea an Azovskoye more (sea of Azov) (la liste des phares de l'Europe, selon la National Geospatial - Intelligence Agency)- Version 2011 - National Geospatial - Intelligence Agency - p. 276